# Biblioteca Departamental Jorge Garcés Borrero
La Biblioteca Departamental Jorge Garces Borrero se encuentra localizada en el centro de Santiago de Cali, y conforma junto con el Museo de Ciencias Naturales Federico Carlos Lehmann, el Museo Interactivo Abrakadabra y el Centro para la Innovación e Investigación Pedagógica (CIIP) el macro-proyecto Manzana del Saber. La biblioteca fue creada en 1953 por el decreto 12-76 e inaugurada el 13 de junio de 1954.

## Creación
La biblioteca fue creada por el Gobernador del Valle del Cauca Diego Garcés Giraldo quien donó los libros propiedad de su padre, Jorge Garcés Borrero, de quien la biblioteca toma su nombre. La idea de la biblioteca departamental surgió de los hermanos Garcés Giraldo, quienes desde 1948 realizaron la labor de selección de libros, entre ellos algunos de alto valor, donándolos a la ciudad. Más de 7.500 ejemplares de valor histórico y literario fueron donados por los hermanos. Inicialmente la biblioteca funcionó en las instalaciones de la biblioteca personal del empresario Jorge Garcés Borrero en el Edificio Garcés, ubicado en la Avenida Colombia con calle 15.
Fue inaugurada oficialmente el 13 de junio de 1954, convirtiéndose en la segunda biblioteca pública de la ciudad después de la Biblioteca del Centenario, al acto de inauguración asistieron personalidad como monseñor Medina, obispo auxiliar; Armando Romero Lozano, rector del Colegio de Santa Librada, quien ofreció una conferencia sobre el valor educativo del libro; Gilbero Garrido, notario 2.º; Fernando Franco Ramírez, y Fernando Caro Molina, quien sería el primer director de la biblioteca.
El primer inventario de la institución se realizó bajo el sistema decimal. 15.000 volúmenes, 5.200 folletos y 5.600 colecciones de periódicos avaluados en $200.000 COP de la época, muchos de los cuales eran obras de restringida circulación o que habían dejado de circular comercialmente por sus pequeños tirajes hacían parte de este primer inventario.
La Biblioteca Departamental se trasladó luego a un espacio cedido por la Universidad del Valle, en la Facultad de Agronomía, en la Avenida 6.ª con calle 13 N, donde funcionaría por 25 años. La colección debió ser trasladada después al barrio Centenario y nuevamente a Granada en un edificio que no cumplía con las condiciones técnicas para una biblioteca de tal envergadura y de las necesidad de una ciudad en pleno crecimiento. Ante las necesidad de expansión de la biblioteca, y la imposibilidad de encontrar un lugar idóneo para el funcionamiento de la misma, se decidió demoler el edificio y construir un edificio con un auditorio de más de 700 sillas, que sería manejado en conjunto con la Universidad del Valle.
Finalmente en 1990 se concluyeron las obras de la actual sede en la calle 5.ª con Avenida Roosevelt, con un área de 15.000 m² y con la tecnología necesaria para articular la Red de Bibliotecas Públicas. Contiguos a la biblioteca se construyeron el Museo de Ciencias Naturales Federico Carlos Lehmann, el Museo Interactivo Abracadabra y el Centro para la Innovación e Investigación Pedagógica, formando un complejo cultural conocido como Manzana del Saber.

## Colecciones

### Sala Valle del Cauca

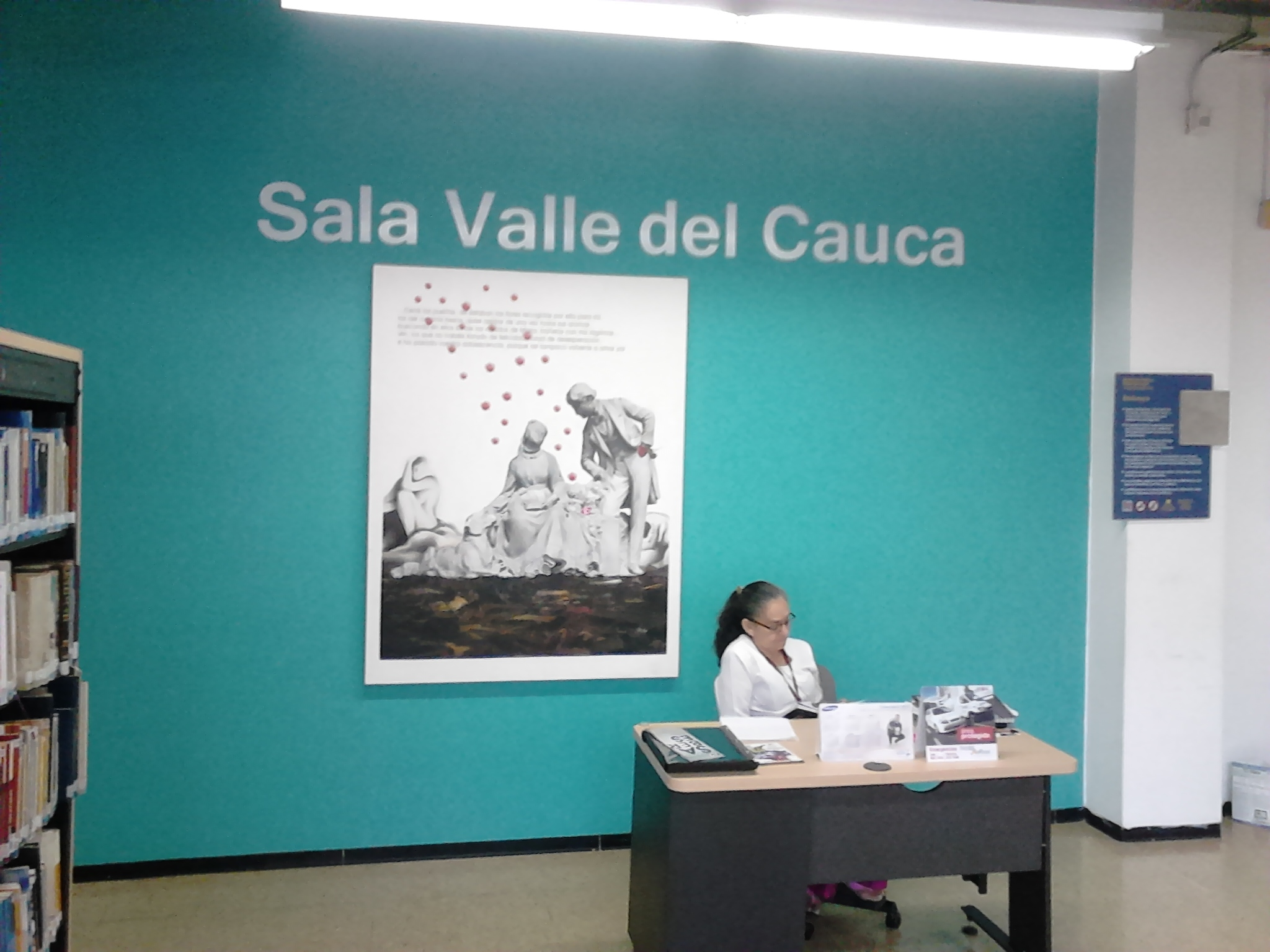
Sala Valle del Cauca en la Biblioteca Departamental.

Contiene la memoria escrita del pueblo vallecaucano y la producción editorial el Departamento. Es el compendio del patrimonio bibliográfico más completo del Valle del Cauca.
Fue creada el 30 de octubre de 1998 por la resolución No 057 con el fin de exaltar la literatura vallecaucana. La sala cuenta con 8200 ejemplares y 816 títulos de revistas de diversos temas sobre la región, incluyendo la historia, símbolos, himnos y personajes de los 42 municipios del valle del Cauca. El compendio bibliográfico más completo que existe sobre la región.

### Hemeroteca

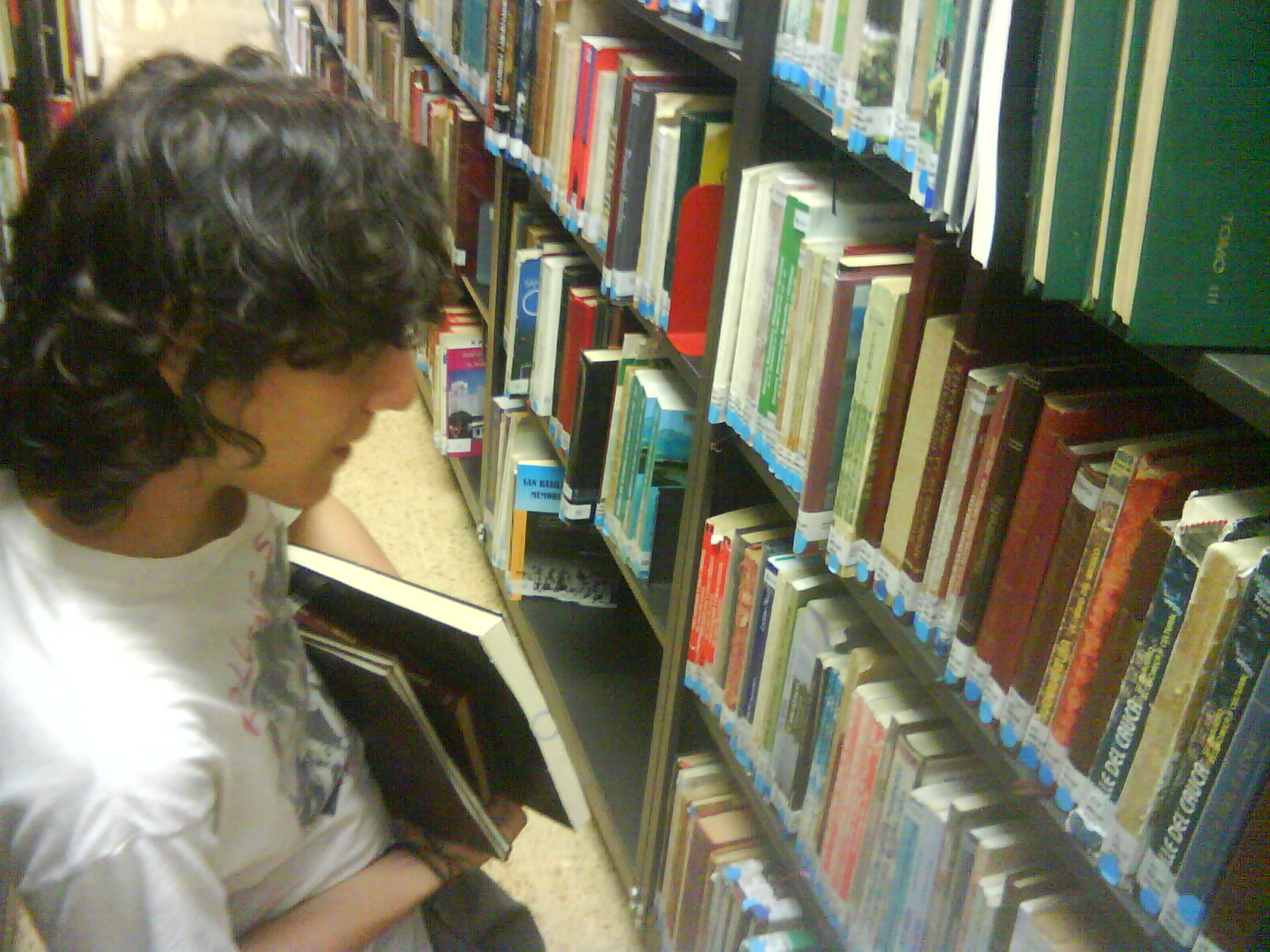
Sala Valle del Cauca.

Posee la más completa colección de periódicos, revistas y folletos con información general o científica realizada. Se constituye en la principal área de consulta hemerográfica del sur occidente del país. 
Entre las publicaciones que es posible encontrar están: El Correo del Cauca desde 1903, diario del Pacífico desde 1941, el Relator desde 1954, El País desde 1950, El Occidente desde 1962, El Pueblo desde 1965, El Tiempo desde 1980 y El Espectador desde 1980, entre otros. 
Se encuentra ubicada en el primer piso de la biblioteca.

### Sala de literatura geografía e historia
Localizada en el cuarto piso de la biblioteca, esta sala incluye literatura de todos los géneros literarios de escritores clásicos y contemporáneos de ámbito nacional e internacional. Se encuentran documentos sobre humanidades, artes, geografía e historia.

### Fondos antiguos y especiales
La colección de fondos antiguos es especial interés para investigadores. Constituye para la Biblioteca Departamental obras de gran valor literario y documental.
Los fondos especiales son concebidos y elaborados a lo largo de sus vidas por personas cuyo esfuerzo y talento configuran todo un pensamiento en la cultura del Valle del Cauca y de su capital en especial.

### Invidentes
Tiene a disposición de los usuarios invidentes la información adecuada que sirve de apoyo a la formación académica y al proceso de integración social del ciego, ofreciéndole las posibilidades de crear y mantener buenos hábitos de lectura que le permiten su crecimiento personal.

### Sala Hellen Keller
Es una sala especializada en personas con discapacidades sonoras o visuales que promueve la inclusión y la igualdad de derechos y oportunidades. La sala incluye un amplio acervo escrito en braile, programas de lectura en voz alta, actividades con intérpretes de señas, lecciones de lenguaje de señas, talleres de lectura y escritura, actividades lúdicas para niños con discapacidad visual, entre otras cosas. Se encuentra ubicado en el primer piso de la biblioteca.

### Infantil
Es el espacio para animar a los lectores iniciales y crear las bases para un acercamiento gozoso de los niños a todas las fuentes de información y recreación.
La sala cuenta con un acervo de 7508 ejemplares sobre todas las ramas del conocimiento, inclusive tiras cómicas y cuenta con actividades permanentes para padres y niños, además de un club de lectura.

### Archivo vertical
Selección de temas que actualizan las colecciones bibliográfica y hemerográfica. Es una herramienta de gran valor para los usuarios que buscan material que aún no aparece en libros.

### Colección general y de referencia
La colección general incluye materia sobre ciencias sociales, economía, administración, salud, humanidades, religión, educación, recreación, deporte, psicología, informática, ciencias naturales y aplicadas.Es una colección abierta donde se puede consultar el material bibliográfico. Se encuentra localizada en el tercer piso.
La colección de referencia incluye material sobre todos los temas, asiste al usuario en sus necesidades informativas de primera instancia: enciclopedias, diccionarios, biografías, etc.

## Servicios de consulta
La Biblioteca cuenta con una Sala de Inducción donde el usuario se ilustra acerca de los diferentes servicios de la biblioteca: localización y formas de acceso, a través de un vídeo elaborado para tal fin. Se utiliza especialmente para grupos y visitas guiadas. En la Sala de Lectura General los usuarios pueden realizar consultas, accediendo a la colección abierta directamente o a la colección cerrada a través de los puntos de dispuesto para ellos. En la Sala de Investigadores se dispone de material que es requerido por investigadores de diversa índole. En esta sala las personas pueden solicitar material y garantizar su uso continuo hasta el término de la consulta.
La Sala de Lectura Libre permite al usuario leer material de su propiedad en un ambiente agradable dentro de la biblioteca.

### Consulta telefónica
Respuestas cortas para preguntas ágiles. Facilita al usuario obtener información pronta cuando se trata de una consulta breve de determinado tema.

### Visitas guiadas
Se realizan con grupos de estudiantes, comunidad en general, o casos particulares que requieren de una visita por las instalaciones de la Biblioteca con una explicación de su funcionamiento.

## Préstamos externos

### Préstamo interbibliotecario
Es un servicio reciproco entre la Biblioteca Departamental y otras entidades afines para facilitar a los usuarios la utilización de los materiales existentes en sus respectivas colecciones, se hace posible mediante acuerdos previos de cooperación bibliotecaria.

### Préstamo externo
A través de un carné de afiliación a la Biblioteca Departamental, el usuario, puede llevar para su residencia u oficina el libro que desea.

## Servicios especiales
Entre los servicios especiales, la Biblioteca cuenta con un parqueadero subterráneo con capacidad de 115 espacios. Una cafetería y salas de Internet.

### Sala de exposiciones
Las artes plásticas de región, en todas sus manifestaciones, serán exhibidas con orgullo vallecaucano en la Sala de Exposiciones de la Biblioteca Departamental.

### Auditorio
Todos los sectores sociales y culturales del suroccidente colombiano tienen un nuevo espacio de encuentro donde exponer experiencias y para disfrutar de recitales y otros eventos. Tiene capacidad para 300 personas.

### Salas múltiples
Conferencias, charlas, cursos, talleres y actividades afines se realizan en este espacio con capacidad para 218 personas cómodamente ubicadas, divisible en dos salas.

## Área multimedial
La Videoteca, Audioteca y Mediateca conforman el Área Multimedial de la Biblioteca. En ella se encuentra material variado audiovisual en VHS, DVD o CD como cine, documentales, musicales, ópera, lírica, música clásica, rock, salsa, pop, jazz, folclor, etc.

## Red de Bibliotecas Públicas
En el Valle del Cauca, la Biblioteca Departamental, coordina la Red Departamental de Bibliotecas Públicas.
Está conformada por 72 bibliotecas, de las cuales 30 se ubican en la zona rural.
Como biblioteca coordinadora participa en la Red Nacional de Bibliotecas Públicas, auspiciada por el Ministerio de Cultura.

### Servicios y programas de la red
- Promoción de lectura
- Bibliotecas móviles
- Programas especiales
- Proyectos especiales

### Talleres de formación
- La lectura en la escuela (docentes)
- La biblioteca y la lectura (bibliotecarios)
- El hogar y la lectura (padres de familia)
- Animación a la lectura (estudiantes)

#### Alquiler de salas
| Nombre de la Sala              | Capacidad (personas) |
| ------------------------------ | -------------------- |
| Sala Múltiple No.1             | 70                   |
| Sala Múltiple No.2             | 65                   |
| Auditorio Óscar Geraldo Ramos  | 50                   |
| Auditorio Jorge Isaacs         | 100                  |
| Auditorio Diego Garcés Giraldo | 234                  |

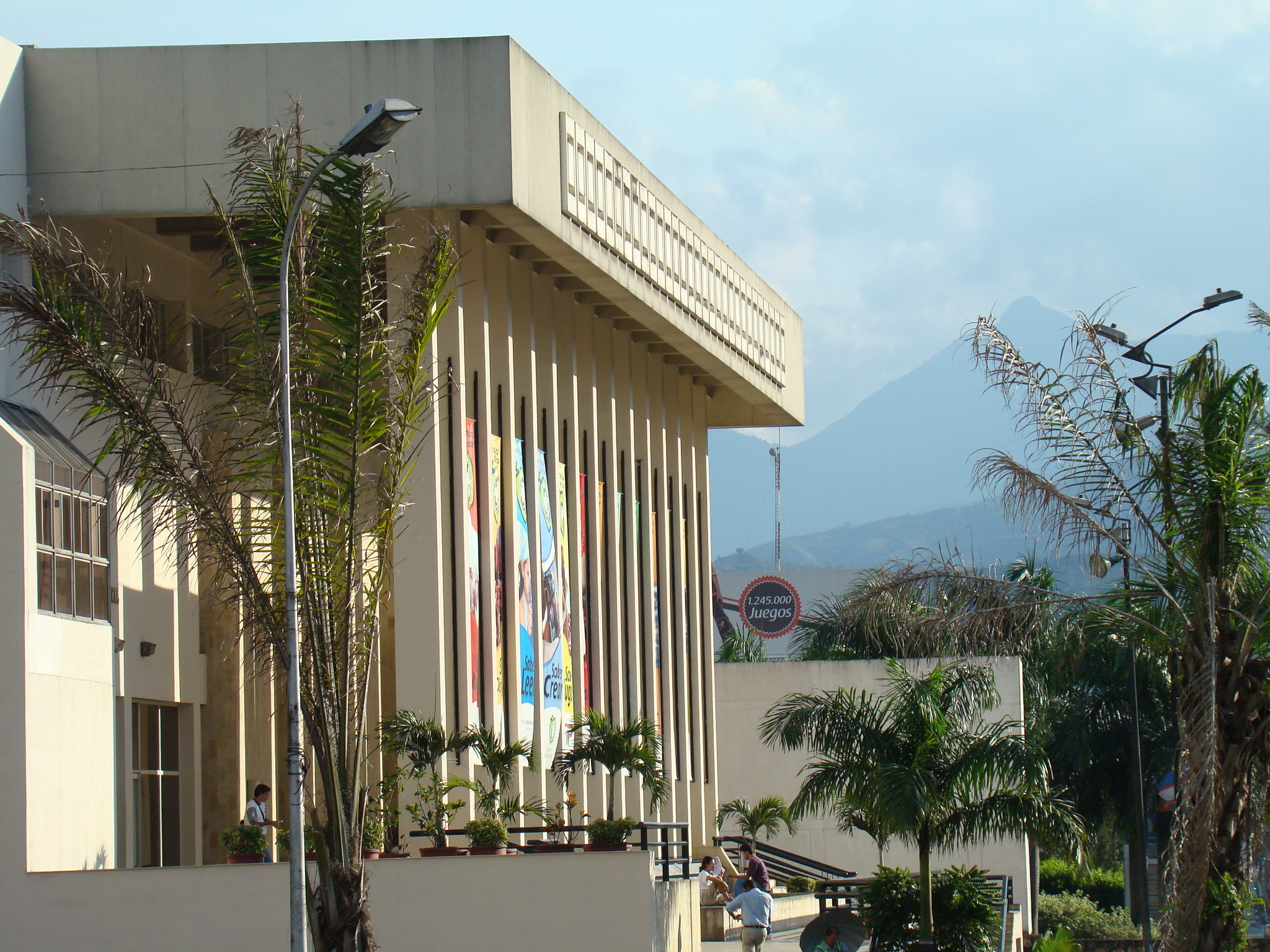
La biblioteca vista desde un lado.

Además, la biblioteca cuenta con una plazoleta y un hall para exposiciones.

## Observatorio astronómico
El observatorio astronómico está situado en un espacio de 4m de alto por 40 de diámetro. Cuenta con un telescopio de 40cm de diámetro y 2m de altura. El telescopio tiene una distancia focal de 4m y es manejado por un moderno sistema computarizado que le permite grabar imágenes de gran calidad y que cuenta con una base de datos de hasta 40 000 objetos.
El telescopio está disponible para todo el público, y además de éste se cuenta con otros dos telescopios auxiliares para observación del sol. El observatorio también cuenta con una cámara de alta sensibilidad para proyección simultánea, un laboratorio con capacidad de 16 personas y una sala de observación.
El observatorio fue inaugurado el 27 de octubre de 2009 con la asistencia de 50 niños del sector del Siloé, en el acto hizo presencia Cristin Hararth, delegada de la embajada de Estados Unidos.